# Dot-pitch
De dot-pitch is een kenmerk van een beeldscherm om de nauwkeurigheid aan te duiden. Dit gebeurt zowel bij klassieke CRT-schermen als bij de lcd-schermen.
De dot-pitch is een afstand, steeds gemeten in millimeters. Oorspronkelijk werd de diagonale afstand tussen 2 pixels met dezelfde kleur genomen. Hoe kleiner deze ruimte is, des te scherper wordt het beeld. Een dot-pitch van 0,28 mm is een standaardwaarde voor een gemiddeld scherm. Professionele schermen kunnen een dot-pitch hebben van 0,26 mm of 0,25 mm. Sommige hebben zelfs 0,22 mm.
Sommige fabrikanten van schermen veranderden de definitie naar een meting van de horizontale afstand in plaats van de diagonale. Dit bemoeilijkt de vergelijking van verschillende schermen. 